# Grace Elizabeth
Grace Elizabeth Harry Cabe (Lake City (Florida), 18 de març de 1997) és una model estatunidenca coneguda per ser un àngel de Victoria’s Secret des de 2019.
L’inici de la seva carrera va ser amb la marca de roba Guess i com a portaveu a Victoria’s Secret PINK. Va fer el seu debut a la Victoria’s Secret Fashion Show l’any 2016 a París. Ha estat reconeguda amb un premi a Breakout Star i nominada varies vegades a Model of the Year.

## Biografia
Va néixer al 18 de març del 1997, a Lake City, Florida. És filla d’Arnold Cabe i Toni Cabe. Va ser educada a Columbia High School i va estudiar nutrició a la Universitat Kaplan virtualment.
El setembre del 2019 es va comprometre amb el futbolista alemany Nicolas Krause i el 19 de març del 2020 van celebrar el casament. La model anuncia el 6 d’abril del 2021 que ha tingut el seu primer fill, Noah Krause-Cabe. Va mantenir el seu embaràs en privat i el va fer públic amb unes fotos per Victoria’s Secret’s Mother’s Day.

## Carrera
Grace Elizabeth tenia setze anys quan va firmar per l'agència de models Next Model Management a Miami després que la seva mare envies fotos seves a l'agència.
Les primeres feines pagades que va fer van ser amb les marques Guess i Polo Ralph Lauren el 2015. La model va ser una "Guess Girl" i tot seguit portaveu per Victoria's Secret's amb PINK. Va fer el seu debut desfilant per Diane von Fürstenberg el febrer del 2016 a Nova York. Al mateix any, va desfilar a París per Miu Miu i va captar l'atenció d'Anna Wintour, una escriptora i periodista nord-americana de la revista Vogue, i que es fixés en la model Elizabeth va crear un creixement en la carrera de l'estatunidenca.
Grace Elizabeth ha desfilat per dissenyadors d’alta moda com Michael Kors, Alexander Wang, Tommy Hilfiger, Carolina Herrera, Ralph Lauren, Oscar de la Renta, Tory Burch, Dolce & Gabbana, Missoni, Alberta Ferretti, Max Mara, Fendi, Versace, Moschino, Bottega Veneta, Stella McCartney, Giambattista Valli, Lanvin, Isabel Marant, Elie Saab, Mugler, Balmain i Chanel durant les setmanes de la moda de Nova York, Milà i París.
Ha tingut una aparició com a protagonista en campanyes de les marques Gap, Carolina Herrera, Zara, Hugo Boss, Max Mara, Net-a-Porter, Tory Burch, Versace, Tod’s, Animale, Giuseppe Zanotti i H&M.
Al juliol del 2017, Steven Meisel, va fer-li fotos a la model per dues portades de Vogue Itàlia. La seva primera portada nord-americana va ser a principis del 2018 per a V Magazine, al costat de Sam Smith. També ha sortit a les portades de Vogue Russia (Abril de 2017 i Abril de 2018), Vogue España (Maig de 2017), Vogue China (Octubre de 2017), Vogue México (Desembre de 2017), Vogue Deutschland (Febrer de 2018), Vogue Paris (Març de 2018), Vogue Korea (juny de 2018), V Magazine (2020), Porter powered (Febrer de 2019), InStyle (Desembre de 2018), The Daily Front Row (Febrer i Setembre de 2018), Harper's Bazaar Spain (Març de 2018), Harper's Bazaar Singapore (Març de 2018), Elle Italia (Agost de 2016) i Elle Italia (juny de 2016).
El maig del 2018 es va anunciar com la cara més nova d'Estée Lauder i l'abril del 2019 es va convertir en un àngel de Victoria's Secret.
Grace Elizabeth va guanyar un premi a Breakout Star el 2016 per models.com, i des de 2017 fins a 2018 ha estat nominada a Model of the Year.